# マクシム・ゴーリキー級巡洋艦
| マクシム・ゴーリキー級巡洋艦                   | マクシム・ゴーリキー級巡洋艦 |
| ---------------------------------------------- | --- |
| 写真は「マクシム・ゴーリキー」                 | |
| 艦級概観                                       | |
| 艦種                                           | 軽巡洋艦 |
| 艦名                                           | 人名 |
| 前級                                           | キーロフ級巡洋艦 |
| 次級                                           | チャパエフ級巡洋艦 |
| 性能諸元 （データはマクシム・ゴーリキーのもの) | |
| 排水量                                         | 基準：8,170トン 常備：8,880トン 満載：9,728トン |
| 全長                                           | 191.4m （カリーニン以降は191.2m） |
| 全幅                                           | 17.66m |
| 吃水                                           | 6.3m |
| 機関                                           | ヤーロー・ノルマン式重油専焼水管缶6基+アンサルド式ギヤードタービン2基2軸推進 |
| 最大 出力                                      | 129,750hp |
| 最大 速力                                      | 36.1ノット（公試時） |
| 航続 距離                                      | 17ノット/4,880海里 |
| 燃料                                           | 重油：1,750トン （カリーニン以降は1,707トン） |
| 乗員                                           | 898名 （カリーニン以降は812名） |
| 兵装                                           | 1932年型 18cm（57口径）三連装速射砲3基 1940年型 10cm（56口径）単装高角砲6基（カリーニン以降は8.5cm（52口径）単装高角砲8基） 45mm（46口径）単装機関砲9基 （カリーニン以降のみ3.7cm単装機関砲10基） 12.7mm（62口径）単装機銃4基 53.3cm水上魚雷発射管三連装2基 機雷100発 カリーニン以降 1932年型 18cm（57口径）\|三連装速射砲3基 8.5cm（52口径）単装高角砲8基 45mm（46口径）単装機関砲6基 3.7cm単装機関砲10基 12.7mm（62口径）単装機銃6基 53.3cm水上魚雷発射管三連装2基 機雷96発 |
| 装甲                                           | 舷側：70mm（水線部） 甲板：50mm（主甲板） 主砲塔：70mm（前盾）、50mm（側盾） 主砲バーベット部：75mm 司令塔：150mm（側盾）、100mm（天蓋） |
| 航空 兵装                                      | 水上機2機、カタパルト1基 |

マクシム・ゴーリキー級巡洋艦（マクシム・ゴーリキーきゅうじゅんようかん Maksim Gorky class cruiser）は、ソビエト連邦海軍の巡洋艦の艦級である。ソ連での艦種呼称は軽巡洋艦。
ソ連海軍の計画名は26-bis型軽巡洋艦（マクシム・ゴーリキー級）（Лёгкие крейсера проекта 26 "Максим Горький"）である。

## 概要

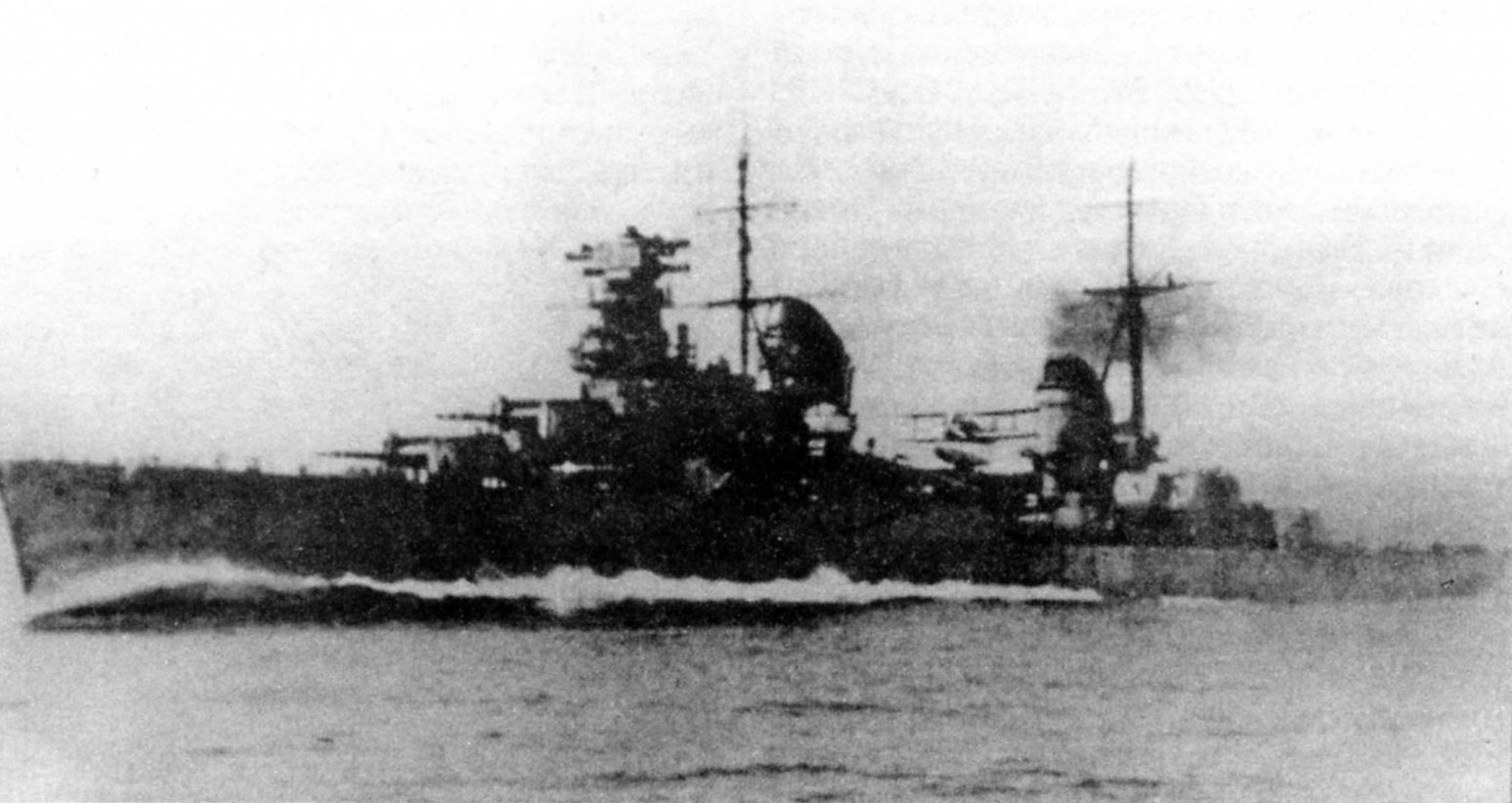
写真は「モロトフ」。本級から塔型艦橋となり、マストと分離された。

本級はキーロフ級に引き続きソ連海軍の1937年度計画により「マクシム・ゴーリキー」と「モロトフ」の建造が承認され、1938年の第三次五カ年計画で「カリーニン」と「カガノーヴィチ」の追加2隻が承認されて計4隻となったクラスである。前級の建造経験や運用中に起きた難点を解消すべく設計には大小さまざまな改設計が取り入れられた。

## 外観について

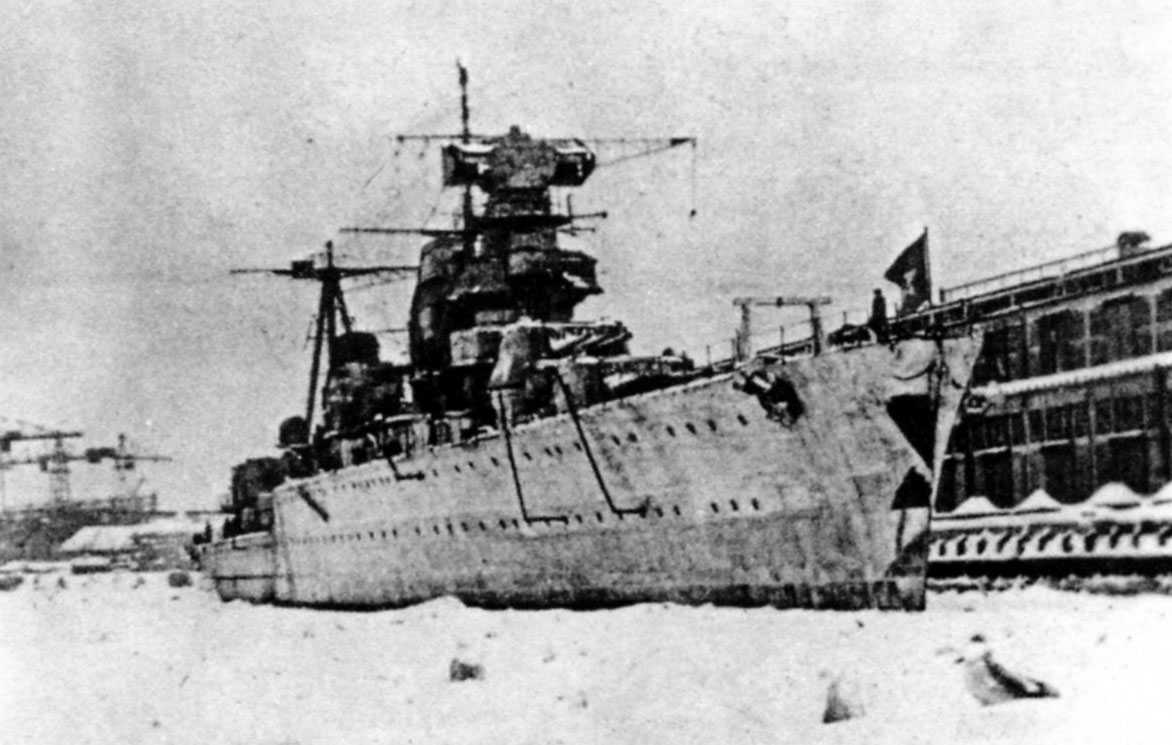
レニングラードで撮影された「マクシム・ゴーリキー」。本級から塔型艦橋となり、マストと分離された。本級は砕氷艦首であったためにこのような氷に閉ざされた海でも行動可能であった。

本級の船体形状は前級に引き続き短船首楼型船体で、領海には真冬に流氷に閉ざされるバルト海があるために砕氷船として使えるように砕氷構造の艦首を採用していた。艦首甲板上には18cm速射砲を三連装砲塔に収めて背負い式で2基を配置した。2番主砲塔の背後には司令塔を組み込んだ操舵艦橋が立つが、前級において開口部が多かったために真冬には冷気が見張り所や艦橋に吹き込んで内部が結氷する欠点を解消すべく、本級において近代的な円筒形の塔型艦橋に改設計された。レイアウトは操舵艦橋の上に2段の見張り所が設けられ、頂上部に測距儀と射撃方位盤が配置していた。艦橋形状の変更に伴って前部マストは1番煙突の前に簡素な三脚式の物が立てられた。

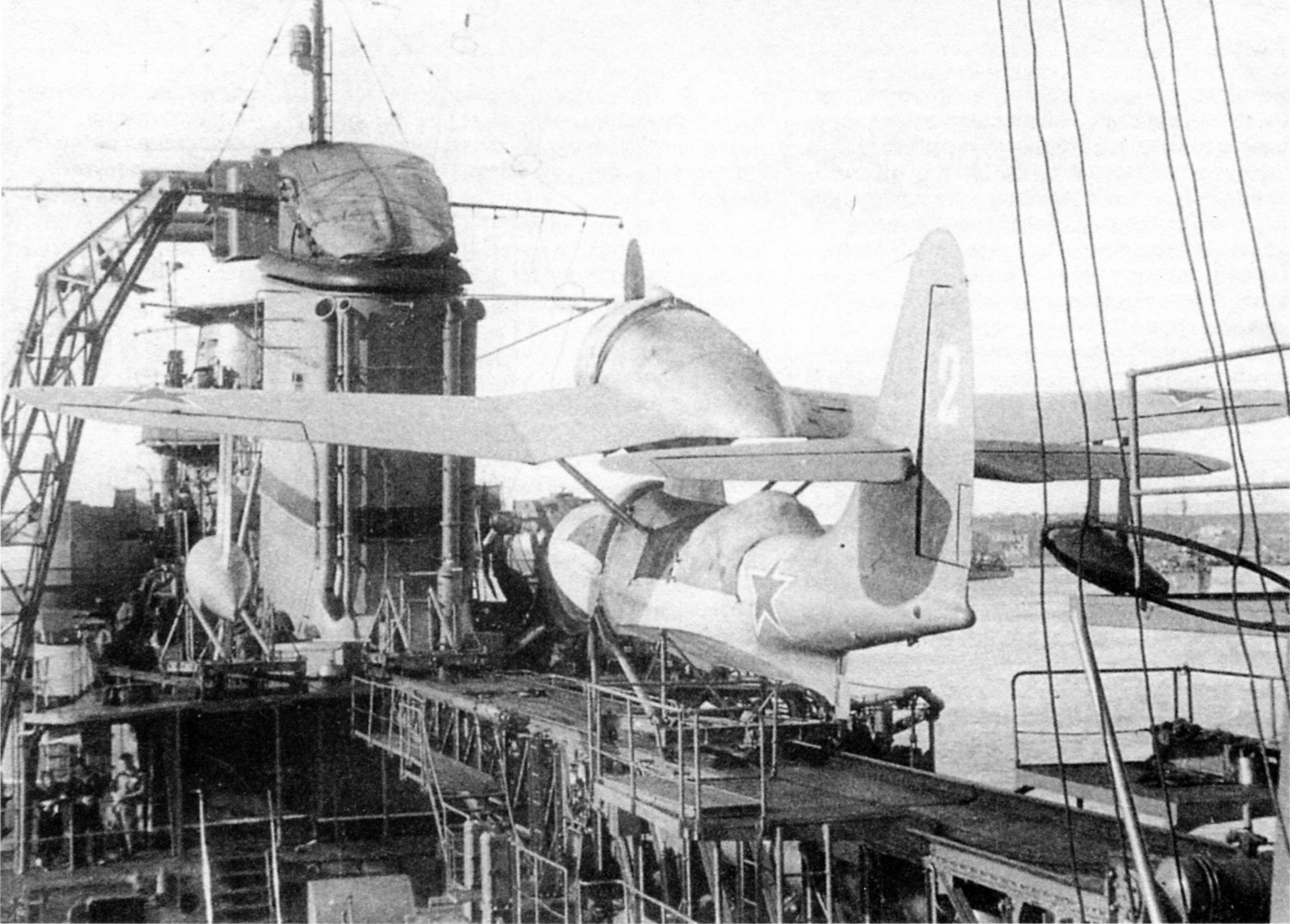
写真はモロトフの航空兵装

機関配置はボイラーとタービンを交互に配置する「シフト配置」を採用していたために、2本煙突の間は前後に広く離れていたが、そのスペースを無駄にせずに水上機施設に充て、水上機射出用カタパルトが中央部中心部に1基配置された。カタパルトの両脇には艦載艇と53.3cm三連装魚雷発射管が左右に1基ずつ置いてあり、水上機と艦載艇は1番煙突の左右には揚収用クレーンが片舷1基ずつの計2基で運用された。副武装の10cm高角砲は爆風避けのカバーの付いた単装砲架で2番煙突の脇に片舷3基ずつ計6基を配置した。2番煙突の背後にシンプルな三脚式の後部マストが配置され、後部甲板上に3番主砲塔が後向きに1基配置された。

## 武装

### 主砲

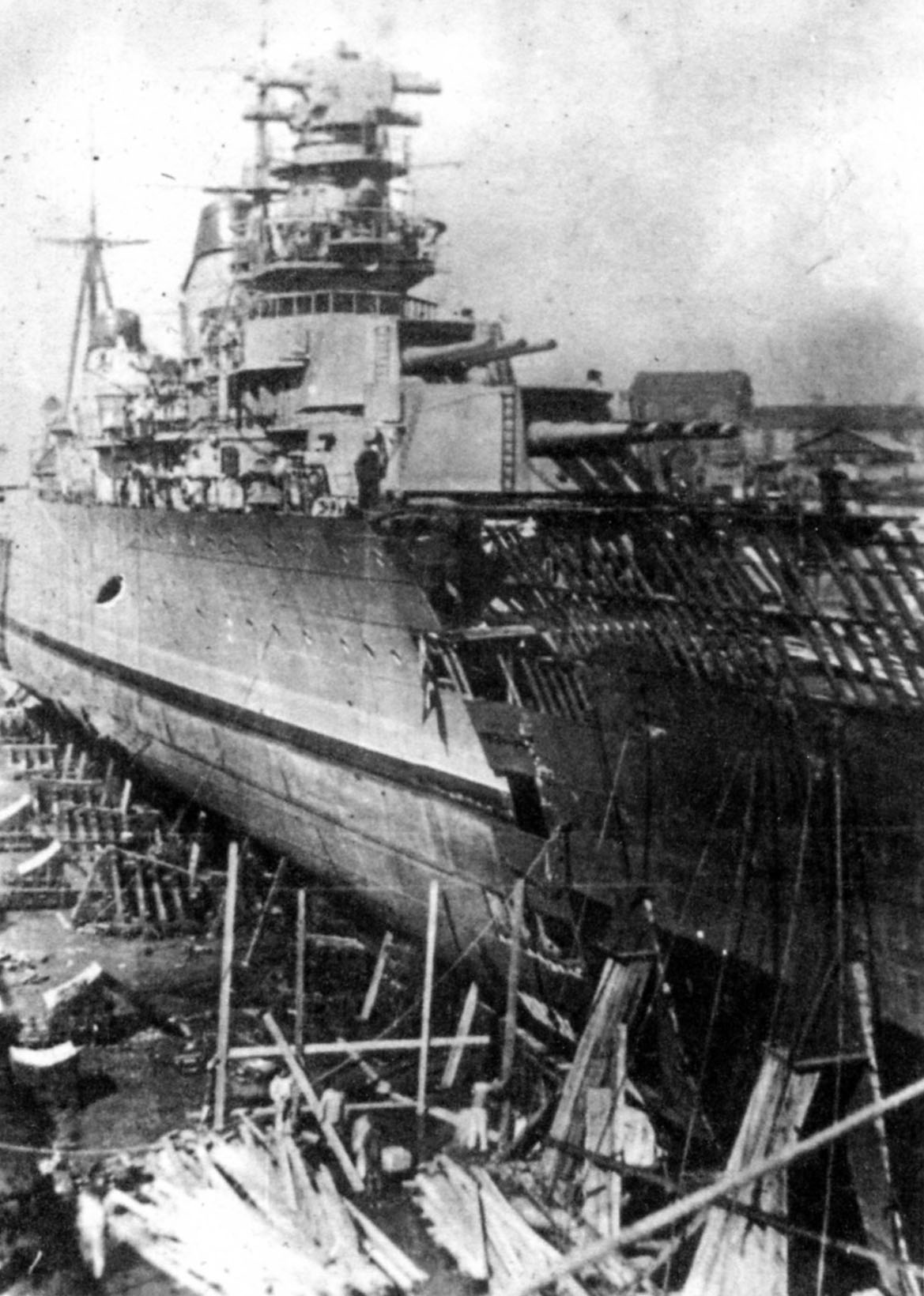
艦首から撮られた「マクシム・ゴーリキー」。独特の三連装砲塔がよくわかる写真。

主砲は前級に引き続き「B-1-P Pattern 1932年型 18cm（57口径）速射砲」を採用した。その性能は重量97.5 kgの砲弾を仰角45度で37,800mまで届かせることが出来るこの砲を三連装砲塔に収めた。この砲塔は3門全てを一緒の砲架に接続しているために全門斉射しかできず、砲身の間が詰まっていたために互いの砲弾が干渉し合って散布界が広くなる弊害があった。砲塔の俯仰能力は仰角48度・俯角4度で砲身の上下が3門一気に行われた。旋回角度は船体首尾線方向を0度として左右180度の旋回角度を持つが実際は上部構造物により射界に制限があった。発射速度は毎分5.5発である。

### 高角砲、その他の備砲
高角砲は同じく新設計の「1934年型 10cm（56口径）高角砲」を採用した。この砲は15.6 kgの砲弾を仰角45度24,000 m、最大仰角85度で高度14,000 mまで届かられた。旋回と俯仰は電動と人力で行われ、左右方向に176度旋回でき、俯仰は仰角85.5度、俯角5.5度で発射速度は毎分16発だった。これを単装砲架で片舷4基の計8基を搭載したが、「カリーニン」と「カガノーヴィチ」は「8.5cm（52口径）高角砲」を採用して単装砲架で8基を搭載していた。他に高角砲を補助するために「1941年型 4.5cm（46口径）高角機関砲」を採用した。この砲は3.45 kgの砲弾を仰角45度9,500 m、最大仰角85度で高度6,000 mまで届けられた。旋回と俯仰は人力で行われ、俯仰は仰角85.5度・俯角10度で360度旋回できたが実際は上部構造物により射界に制限があった。発射速度は毎分25～30発だった。これを単装砲架で6基装備、新設計の「1939年型 3.7cm（67口径）機関砲」を採用した。この砲は1.8 kgの砲弾を仰角45度で8,000 m、最大仰角85度で高度6,000 mまで届かられた。旋回と俯仰は人力で行われ、俯仰は仰角85.5度・俯角10度で360度旋回できたが実際は上部構造物により射界に制限があった。発射速度は4.5cm機関砲の約3倍になる毎分100発だった。これを単装砲架で10基搭載した。更に主砲では対処できない相手に53.3cm三連装水上魚雷発射管を2基装備した。他に水路閉鎖用に機雷を60～96個搭載できた。　

## 機関
機関配置は前級と同じくシフト配置である。本艦級でヤーロウ式重油専焼缶6基とアンサルド式ギヤード・タービンを組み合わせ、機関出力127.750hp、速力36ノットを発揮した。航続性能は17ノットで4,880海里航行できると計算された。

## 同型艦
- マクシム・ゴーリキー - 名称はソ連の作家マクシム・ゴーリキーを指す。
- モロトフ - 名称はソ連の政治家ヴャチェスラフ・モロトフを指す。
- カリーニン - 名称はソ連の革命家ミハイル・カリーニンを指す。
- ラーザリ・カガノーヴィチ - 名称はソ連の政治家ラーザリ・カガノーヴィチを指す。